# Antoine du Bourg
Pour les articles homonymes, voir Dubourg.
Antoine du Bourg, né à La Seille, Auvergne, avant 1490, mort à Laon en 1538 a été chancelier de France sous le règne de François Ier.

## Biographie
Sa carrière de magistrat au service de la monarchie commença en 1526 comme lieutenant civil au Châtelet de Paris, puis il devint maître des requêtes en 1532 avant de présider le Parlement de Paris en 1534.
Ce dernier poste fut obtenu grâce à sa mission de Conseiller au Parlement de Bretagne, où il présida aux « grands jours de Moulins ». 
De son union avec  Anne ou Jeanne Henard il laisse plusieurs enfants dont François du Bourg et Jean-Baptiste du Bourg qui occupent  successivement le siège épiscopal de Rieux de 1537 à 1602.
Le 16 juillet 1535 il est nommé chancelier de France au décès de son mentor Antoine Duprat, office qu'il détint jusqu'à sa mort accidentelle le 28 octobre 1538 après avoir accompagné le roi François Ier à Laon où il fut renversé de sa mule au milieu de la foule.

## Œuvre
Fait chevalier des mains du roi François Ier le jour de sa nomination comme chancelier de France, il contribua à faire rendre l'édit de tolérance signé à Coucy la même année.
Il publia l'édit de Joinville, et l'édit d'Is-sur-Tille.
La correspondance reçue par Antoine du Bourg en sa qualité de chancelier durant un peu plus de trois années, conservée aux Archives nationales, dans le "Trésor des chartes", parmi les papiers séquestrés par François Ier lors de l'arrestation de Guillaume Poyet (Archives nationales, J//963 à J//968), constitue un des plus riches ensembles épistolaires administratifs conservé pour ce niveau de responsabilité dans la France de la Renaissance. Elle touche à tous les domaines d'activité du chancelier à cette époque, de la justice aux finances royales en passant par la surveillance de l'imprimé et la politique économique du royaume.
Parmi cette correspondance figure celle émise par Louis Caillaud, président des Enquêtes au parlement de Paris, au chancelier Antoine Du Bourg au sujet de l'autorisation d'impression à Paris de l'édition de la Great Bible, traduction de la Bible voulue par le roi d'Angleterre Henri VIII, pour en doter toutes les églises de son royaume.

## Famille
- Jean du Bourg (mort en 1469) seigneur du Bourg-en-Boutières (aux portes de Saint-Martin-de-Valamas), marié à Guise de Lombarde ;
  - Emmanuel du Bourg (mort en 1506), marquis de Bozas, marié avec Madeleine de Sanes ;
  - Étienne du Bourg, seigneur de Bourg, marié avec Louise de Surgières, dame de Montberson ;
    - Anne du Bourg, seigneur du Bourg, originaire d'Allais, intendant du marquis de Canillac. Il est venu s'établir en Auvergne où il est châtelain de la seigneurie de Châteauneuf-du-Drac pour le baron de La Queille, avant 1487. Il s'est marié avec Anne de la Mercy, dame de Saillans :
      - Antoine du Bourg (avant 1490-1538), baron de Saillans, lieutenant au Châtelet, en 1526, maître des requêtes en 1532, président au Parlement de Paris, en 1534, chancelier de France, en 1535, marié à Anne Hénard, dame de Saillans ;
        - François du Bourg (1515-1568), évêque de Rieux, en 1537 ;
        - Jean-Baptiste du Bourg (mort en 1604), évêque de Rieux, après son frère, en 1575 ;
        - Amable du Bourg, il s'établit à Toulouse ;
        - Charles-Antoine du Bourg, baron de Saillans, en 1538. Il est mort dans son château, en 1569, où il tenait une garnison protestante. Il est marié à Nicole de Clermont-d'Ondredieu ;
          - Louis du Bourg, baron de Saillans, chef du parti protestant en Auvergne, marié à Jeanne de Lastic ;
            - Catherine du Bourg mariée le 21 juillet 1616 avec Jacques d'Estaing, seigneur de Terrisse, et lui apporte la baronnie de Saillans[3] ;

      - Étienne du Bourg, châtelain de Châteauneuf-du-Drac après son père, maître des requêtes de la reine, en 1555, contrôleur général des finances, mort en août 1557, marié en premières noces avec Anne Thomas Thorras, marié en secondes noces avec Anne Mosnier :
        - Antoine du Bourg (mort en 1573), seigneur de Seilhoux et de Malauzat, procureur général du roi près la sénéchaussée d'Auvergne à Riom, en 1536 et 1551, puis lieutenant criminel au siège présidial de Riom de 1566 à 1573. Il a épousé le 21 avril 1527 Isabeau de Cériers, fille d'Amable de Cériers, qui a construit l'hôtel de Cériers, et de Jeanne Robertet ;
          - Antoine du Bourg (né en 1549), seigneur de Malauzat et du Cros, conseiller du roi, lieutenant-criminel à Riom, marié en 1570 à Gaillarde d'Allemagne ;
            - Jacques du Bourg, seigneur de Chariol, homme d'armes de la compagnie du duc d'Orléans, marié en 1620 avec Marie de Biencourt ;

          - Michel du Bourg (né en 1554), seigneur de Seilhoux et de Fangonnet, président du présidial de Riom, marié en 1586 avec Philiberte de Petit Bois ;

        - Jean du Bourg, lieutenant de la compagnie des gens d'armes du maréchal d'Annebault, gouverneur d'Issoire, sans postérité ;
        - Jacques du Bourg (mort avant 1585), président et lieutenant-général au présidial de Riom. Il a construit la maison des Consuls à Riom. Il s'est marié en 1550 avec Anne Brandon (morte avant 1571), sans postérité, puis, en 1571 avec Anne de Cériers (1547-1613), fille d'Antoine de Cériers et de Claude Bayard ;
        - Anne du Bourg (1521-1559) a enseigné le droit à Orléans, reçu conseiller-clerc du Parlement de Paris en 1557, ayant adopté les thèses de Jean Calvin, il est arrêté en 1559, jugé, condamné, il est pendu et brûlé sur la place de Grève.
        - Claude du Bourg (né en 1530), conseiller du roi, trésorier de France à Lyon, surintendant de la navigation dans les mers du Levant, ambassadeur près La Porte-Ottomane. Soupçonné de partager les idées de son frère, il est emprisonné à La Bastille dont il ne sort qu'en 1566, marié en 1561 avec Claude Soubrany ;
        - Étienne du Bourg, seigneur de Palerne, conseiller au parlement de Bordeaux ;
        - Gabriel du Bourg, conseiller au parlement de Toulouse ;
        - Amable du Bourg (mort en 1602), avocat au parlement de Toulouse, seigneur de Lapeyrouse et du Fossat, marié en 1559 à Jeanne de Paule ;
        - Plusieurs filles : Claude, Anne et Jeanne du Bourg mariée avec Julien de Marillac (1510-1560)

## Sources
Cet article comprend des extraits du Dictionnaire Bouillet. Il est possible de supprimer cette indication, si le texte reflète le savoir actuel sur ce thème, si les sources sont citées, s'il satisfait aux exigences linguistiques actuelles et s'il ne contient pas de propos qui vont à l'encontre des règles de neutralité de Wikipédia.